# Mariam Sanogo
Mariam Sanogo (* 18. April 1990 in Touba, Bafing) ist eine ivorische Fußballspielerin. 

## Karriere

### Verein
Sanogo startete ihre Karriere mit Entente Sportive Bafing. Sie durchlief sämtliche Jugendmannschaften bis zur A-Jugend für Bafing und wechselte 2008 in die Ligue 2 zu den Sisters of Eleven Gagnoa. Von dort aus ging es im Frühjahr 2010 zum Stadtrivalen Onze Séurs de Gagnoa in die höchste ivorische Frauenliga.

### Nationalmannschaft
Seit 2010 steht sie im Kader für die Ivorische Fußballnationalmannschaft der Frauen und spielt im Oktober 2010 den Coupe d’Afrique des nations féminine de football.